# Uronematidae
Famille
Les Uronematidae sont une famille de Ciliés de la classe des Oligohymenophorea et de l'ordre des Philasterida.

## Étymologie
Le nom de la famille vient du genre type Uronema, composé du préfixe ur, « queue », et du suffixe nema, « fil, filament », en référence au cil caudal (parfois plusieurs cils caudaux) que ce cilié possède.

## Description
Les Uronematidae ont une petite taille (< 80 μm). Leur forme varie entre strictement ovoïde et allongée-ovoïde, avec leur extrémité antérieure légèrement aplatie et leur pôle antérieur visiblement nu. Ils vivent en natation libre. Leur ciliation somatique est holotriche (c. à d. uniforme) et clairsemée. Ils possèdent un ou plusieurs cils caudaux. Leur région buccale est une dépression antérieure peu profonde. On y observe des polykinétides oraux réduits, avec le polykinétide oral 1 typiquement non cilié et une ciliature buccale relativement peu visible sur les deux autres polykinétides oraux. Leur scutica consiste en un arrangement triangulaire de kinétosomes ciliés dans le méridien principal. Leur macronoyau est globulaire à ellipsoïde. Micronoyau, vacuole contractile et  cytoprocte (zone anale) sont présents. Ils sont bactérivores.

## Habitat et répartition
Les Uronematidae vivent dans des habitats marins, d’eau douce et parfois terrestres. Ils ont une très large répartition mondiale.

## Liste des genres
Selon le World Register of Marine Species (13 octobre 2023) :
- Homalogastra Kahl, 1926
- Urocyclon Song & Wilbert, 2000
- Uronema Dujardin, 1841  genre type
  - Espèce type : Uronema marina Dujardin, 1841
- Uronemella Song & Wilbert, 2002
- Uropedalium Kahl, 1928

Selon GBIF (13 octobre 2023) :
- Homalogastra Kahl, 1926
- Opisthostrombidium
- Pseuduronema Hoare, 1927
- Urocyclon Song & Wilbert, 2000
- Uronema Dujardin, 1841
- Uronemella Song & Wilbert, 2002
- Uronemita Yankovskij, 1980
- Uronemopsis Kahl, 1931
- Uropedalium Kahl, 1928

## Systématique
Le nom valide complet (avec auteur) de ce taxon est Uronematidae Thompson, 1964.

## Publication originale
- (en) J.C. Thompson, « A redescription of Uronema marinum, and a proposed new family Uronematidae », Virginia Journal of Science, vol. 15(2),‎ 1964, p. 80-85 (ISSN 0042-658X, lire en ligne , consulté le 13 octobre 2023)